# Prix de la Ville de Caen
Le Prix de la Ville de Caen est une course hippique de trot attelé qui se déroule au mois d'octobre sur l'hippodrome de la Prairie à Caen.
Avant 2023, c'était une course de Groupe III internationale réservée aux chevaux de 5 à 10 ans ayant gagné au moins 160 000 €. Un recul de 25 mètres était imposé au chevaux ayant gagné 361 000 €, de 50 mètres à ceux ayant gagné 675 000 € (conditions en 2022). Elle se courait sur la distance de 4 400 mètres, ce qui représente environ le double de la distance moyenne des courses de trot. L'allocation 2022 était de 80 000 € dont 36 000 € pour le vainqueur.
En 2023, la course est dépréciée en course C avec une allocation de 40 000 € et une distance réduite à 2 400 m. L'hippodrome avait bénéficié l'année précédente d'un nouveau Groupe III, réservé aux 4 ans à l'attelé, et couru le jour du Prix des Ducs de Normandie : le Prix Guillaume le Conquérant.

## Palmarès de 1971 à 2022
| Année | Cheval                          | Driver                          |
| 2022  | Delfino                         | Mathieu Mottier                 |
| 2021  | Fakir du Lorault                | François Lecanu                 |
| 2020  | Bugsy Malone                    | Yoann Lebourgeois               |
| 2019  | Bugsy Malone                    | Yoann Lebourgeois               |
| 2018  | Traders                         | Yoann Lebourgeois               |
| 2017  | Uniflosa Bella                  | Éric Raffin                     |
| 2016  | Univers de Daidou               | Thierry Duvaldestin             |
| 2015  | Tom Rush                        | Gildas Donio                    |
| 2014  | Taormina d'Em                   | Tony Le Beller                  |
| 2013  | Global Manhattan                | Franck Nivard                   |
| 2012  | Ramsey du Ham                   | Bernard Piton                   |
| 2011  | Robert Keeper                   | Jean-Michel Bazire              |
| 2010  | Prince Gédé                     | Thierry Duvaldestin             |
| 2009  | Obelo Darche                    | Franck Nivard                   |
| 2008  | Monte Georgio                   | Pierre Levesque                 |
| 2007  | Kito du Vivier                  | Franck Nivard                   |
| 2006  | Kalahari                        | Pierre Levesque                 |
| 2005  | Jardy                           | Jean-Michel Bazire              |
| 2004  | Jardy                           | Jean-Michel Bazire              |
| 2003  | Général du Lupin                | Jean-Michel Bazire              |
| 2002  | Général du Lupin                | Jean-Michel Bazire              |
| 2001  | Groom de Bootz                  | Jean-Michel Bazire              |
| 2000  | Gios de Jiel                    | Jos Verbeeck                    |
| 1999  | Giesolo de Lou                  | Jean-Étienne Dubois             |
| 1998  | Dojo de Taloney                 | Jean-Marie Monclin              |
| 1997  | Chaillot                        | Pierre Levesque                 |
| 1996  | Dojo de Taloney                 | Sébastien Hoyvet                |
| 1995  | Abo Volo                        | Jos Verbeeck                    |
| 1994  | Useria                          | Gilles Baudron                  |
| 1993  | Valberg                         | Philippe Allaire                |
| 1992  | Ténor de Baune                  | Jean-Baptiste Bossuet           |
| 1991  | Rubis de la Noé                 | Jean-Marie David                |
| 1990  | Superman                        | Roland-Roger Dabouis            |
| 1989  | Radiant du Val                  | Jean-Pierre Dubois              |
| 1988  | Rêve d'Udon                     | Yves Dreux                      |
| 1987  | Pilote de la Motte              | Edgard Brouard                  |
| 1986  | Patricia                        | Claude Campain                  |
| 1985  | Olvera                          | Claude Campain                  |
| 1984  | Mébin                           | Yves Dreux                      |
| 1983  | Kellêmois                       | Pierre Levesque                 |
| 1982  | Kidy                            | André Rouer                     |
| 1981  | Junior du Loir                  | Gaston Peltier                  |
| 1980  | Idole du Donjon                 | Jean-Claude Rivault             |
| 1979  | Genêt du Haut Bois              | Alain Laurent                   |
| 1978  | Réunion annulée (piste inondée) | Réunion annulée (piste inondée) |
| 1977  | Espoir Bégonia                  | Jean-Claude Mariette            |
| 1976  | ?                               |                                 |
| 1975  | ?                               |                                 |
| 1974  | Cherasco                        | Bernard Restout                 |
| 1973  | ?                               |                                 |
| 1972  | Vallauris du Pont               |                                 |
| 1971  | Vespa                           | André-Denis Ollivaud            |

## Sources
- Pour les conditions de course et les dernières années du palmarès : site de la SETF
- Pour les courses plus anciennes :  (archives Ouest-France)